# ハハァ

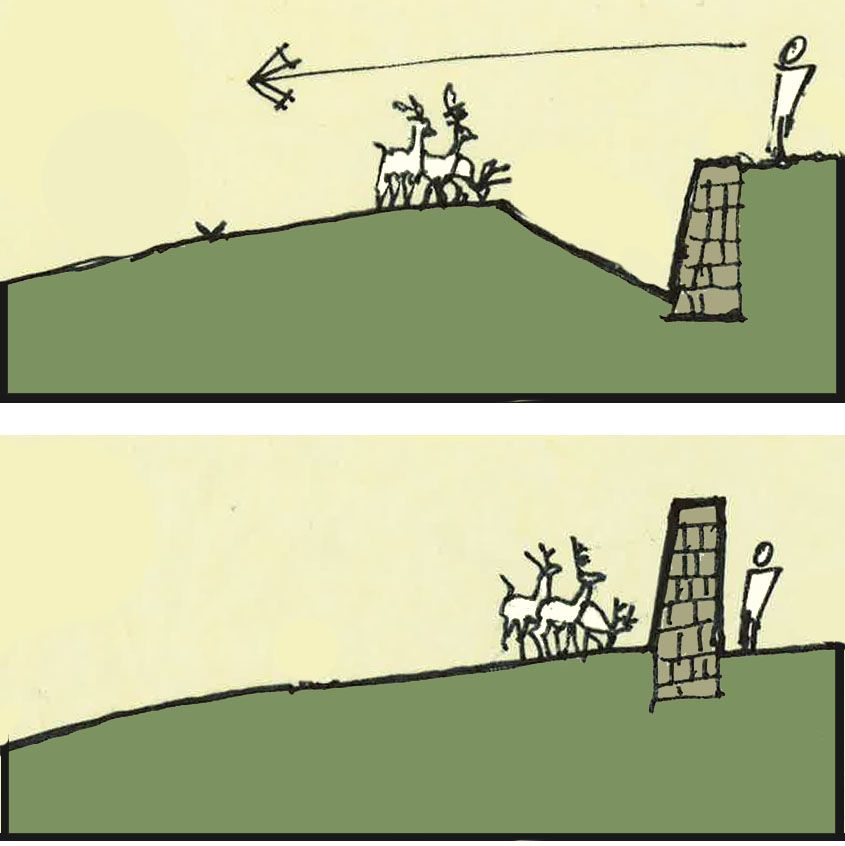
ハハー設置（上）と通常の壁（下）との比較。両方とも家畜の庭への進入を妨げているが、一方は外部への視界を遮ぎらない

ハハァ、ハハー、ハハア（en:Ha-ha(Ha-Hah)、フランス語: ha-ha またはsaut de loup ）は、おもにイギリス式庭園・風景式庭園でみられる地形デザイン要素。
庭園の境界として単に壁を立てただけでは、庭園内からの景観が遮られてしまう。そこで、境界を溝（堀割）とし、溝の庭園側の壁面は垂直な擁壁に、もう片方の壁面は擁壁に向かって下向きに傾斜する芝の斜面とする。こうして、庭園外の敷地に家畜を放牧しておいても家畜の庭への侵入を防ぐうえに、庭園からの景色を遮ることがなく、庭園とその周辺を連続した景観に見せることができる。セキュリティ面でも、視覚遮断を最小限に抑えつつ、庭園内への車両アクセスを防ぐことが可能である。

## 語源
「ハハァ」（ha-ha、ha-hah）という言葉は、ルイ14世の息子がガヴァネスに怪我を心配されて近づかないように言われていた段差に近づいてみた時、「ハハァ、これはガヴァネスも恐れるはずだ」と言ったことに由来するとも言われている。あるいは、風景式庭園に近づいてみた時の驚いた反応が由来である可能性も指摘されている。日本ではこの"ha-hah" は、「ハハア、なるほど」というようなときに用いる感嘆詞が変化したという説が広く流布されているが、ハハァの溝の片方が擁壁で片方は傾斜面という構造、つまり「half and half」の略語として「ha-hah」と呼ばれ、それが変化した可能性もあるという。ただし、この説はそれほど支持されていない。
初代エグモント伯爵ジョン・パーシヴァル（スペンサー・パーシヴァル英首相の父）が1724年にダニエル・デリングに宛てた手紙の中で、ストウ庭園について次のように述べているという「What adds to the beauty of this garden is, that it is not bounded by walls, but by a ha-hah, which leaves you the sight of the beautiful woody country, and makes you ignorant how far the high planted walks extend.」（この庭園の美しさを増しているのは、境界が壁ではなくハハァによるものであるということであり、美しい森林地帯を見ることができ、高い植え込みの歩道がどこまで続いているか分からなくなる。） 

## 起源

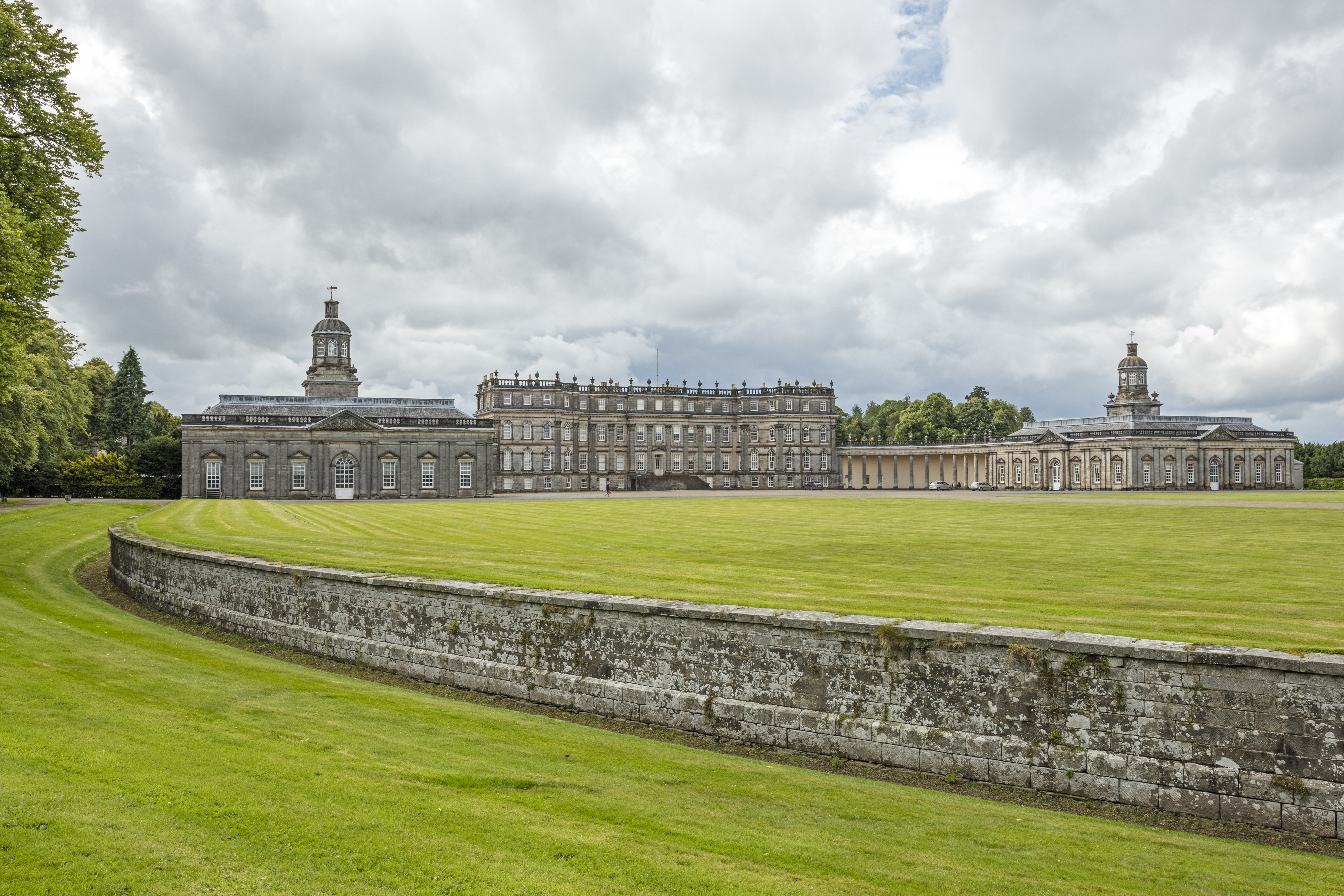
スコットランド、ウェスト・ロージアン、ホープトゥーンハウスの芝生を守るハハァ。壁が写真の左側に曲がるにつれて、壁が見えなっていくことに注目

機械式芝刈り機が導入される前は、広い草地の草を刈り込んでおく一般的な方法は家畜での対処、通常は羊を放牧することであった。ハハァはそのような土地で放牧されている動物が家に隣接する芝生や庭園に侵入するのを防ぐとともに、庭園と周辺の風景が一体であり、分断されていないと思い込ませるような連続した眺望を見せることができた
このような構造は古代から存在し、イギリスでは鹿の放牧場(Deer park)でこの特徴がみられる。放牧場の外側にペール（木の棒で作られたピケット状の柵）や生け垣で覆われた溝を設けていたため、鹿は放牧場に入ることはできたが、出ることはできなかった。ノルマン・コンクエスト以降から、このような設備を建設する権利が国王によって与えられていたが、溝の深さやペールの高さは制限されていた。ダートムーアではこのような構造はリーピート（leapyeat）として知られていた。

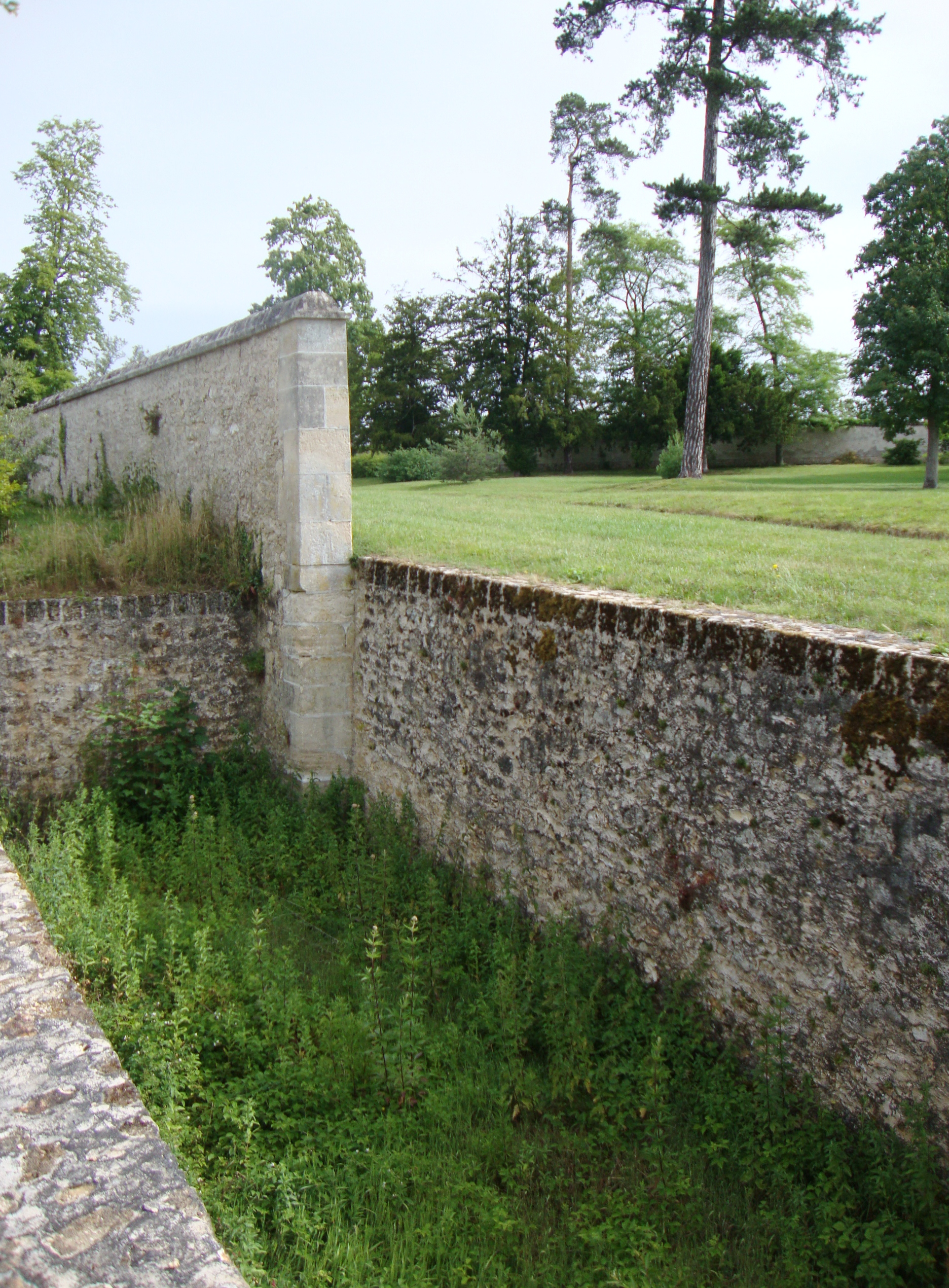
ヴェルサイユ宮殿ル・アモー・ドゥ・ラ・レーヌのハハァ

## 事例

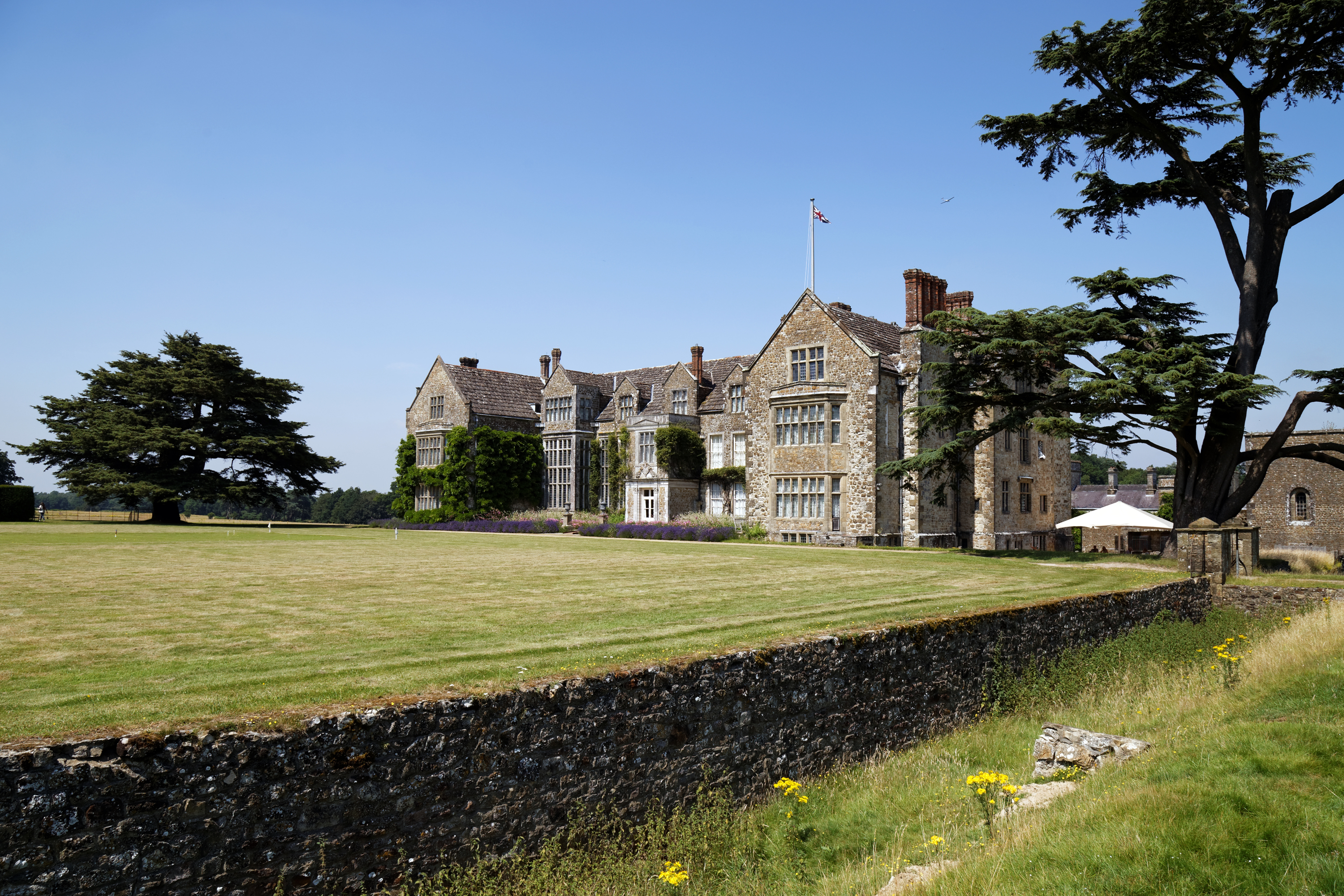
イギリス、ウエストサセックス・パーラムパークのハハァと南面

最も一般的には、ハハァは広いカントリーハウスやエステートの敷地内に設けられる。これらは景観的に邪魔になるフェンスを必要とせずに牛や羊を庭園から遠ざけることができる。深さは2 ft (0.6 m)からから9 ft (2.7 m)と様々である。
非常に深く長いハハァの例には、ロンドン南東部のウーリッジコモンから王立砲兵連隊兵舎のフィールドを分けるハハァがある。この東西に長く深いハハァは、羊や牛がロンドンの食肉市場へ輸送される途中でウーリッジコモンへ逃げ出し、王立砲兵連隊の敷地に入ってしまうのを防ぐために1774年頃に設置された。このハハァの珍しい特徴は、通常は隠されている壁が、西端部の75ヤード（70メートル）ほどの部分で内側の地面が下がっていき、壁が地上に現れることである。この部分は、ジェームズ・ワイアットのゲートハウスとの境界を形成しており、またハハァは国防省によって良好な保存状態が保たれているイギリス指定建造物であり、その全長に沿って「ハハァ・ロード」が走っている。一方、近くのジャコビアン・チャールトンハウスの敷地内には短いハハァもある。また、1767年から1774年にかけてジョージアン様式で建てられたバースにある30のテラスハウスをもつロイヤルクレセントにも、ロイヤルビクトリアパークを一望できる大きなハハァがある。
ハハァは北米でも使用されている。カナダに残っている歴史的な施設は2つだけであるが、そのうちの1つはアイルランド生まれのノバスコシア州検事総長であるリチャード・ジョン・ユニアックによって建てられた田舎の邸宅の「ユニアックハウス」の敷地内にみられる。

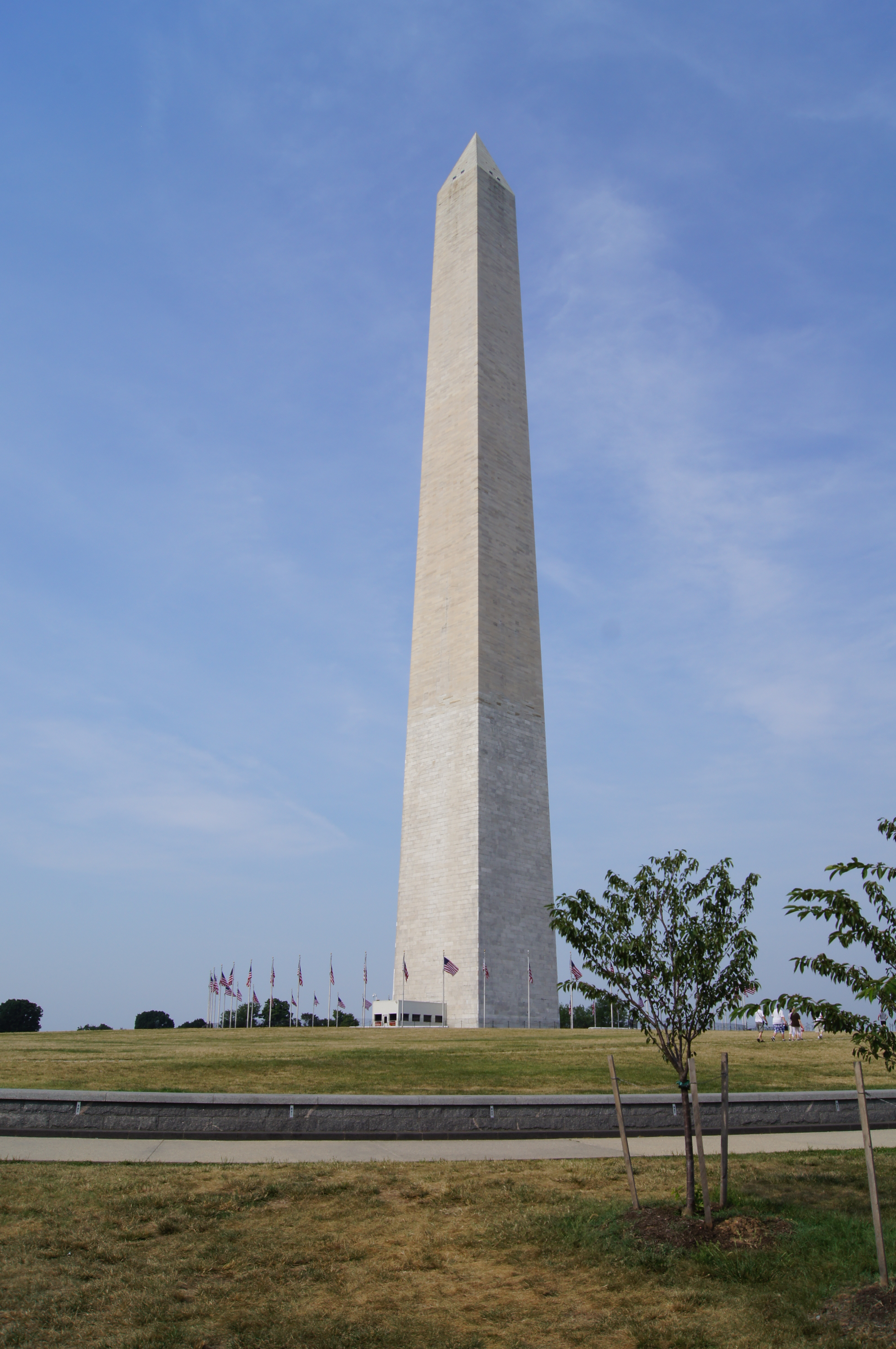
ワシントン記念塔は低いハハァの壁で保護されている

21世紀においてもハハァは建築に採用されている。ワシントン記念塔では、セキュリティ対策をしつつ景観を遮ることを防ぐためにハハァが設けられた。アメリカ同時多発テロ事件の後、当局は大型自動車が記念塔に近づくのを防ぐためにジャージー・バリアを設置したが、後にハハァに置き換えられた。これは0.76 m（30インチ）の低い花崗岩の石の壁で、照明が設置されており、ベンチを兼ねている。このハハァは、2005年のパーク/ランドスケープアワードオブメリットを受賞した。

### ギャラリー

オーストラリアの精神病院で使用されていたハハァ
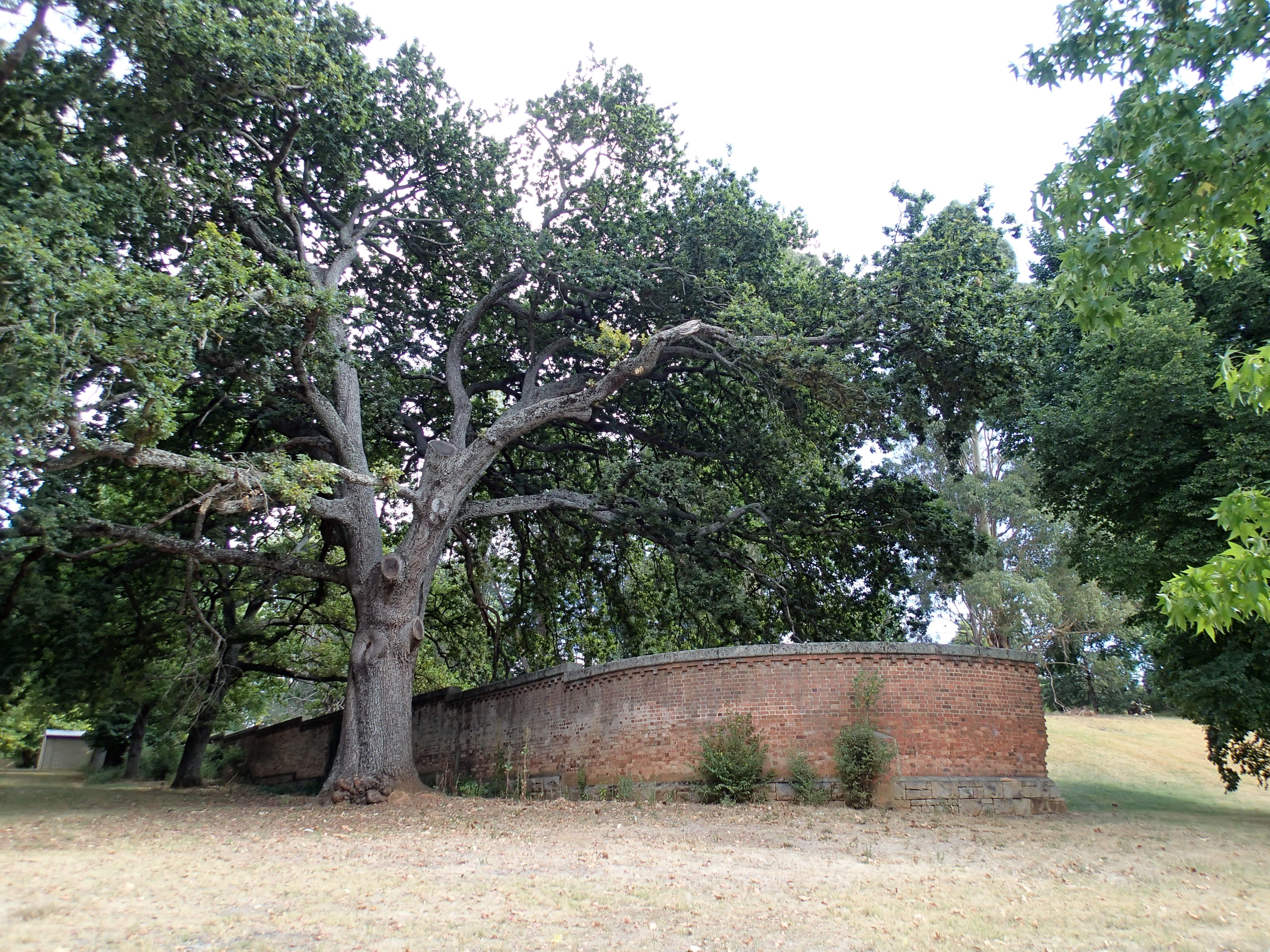
ビーチワースの精神病院のハハァ（外側）
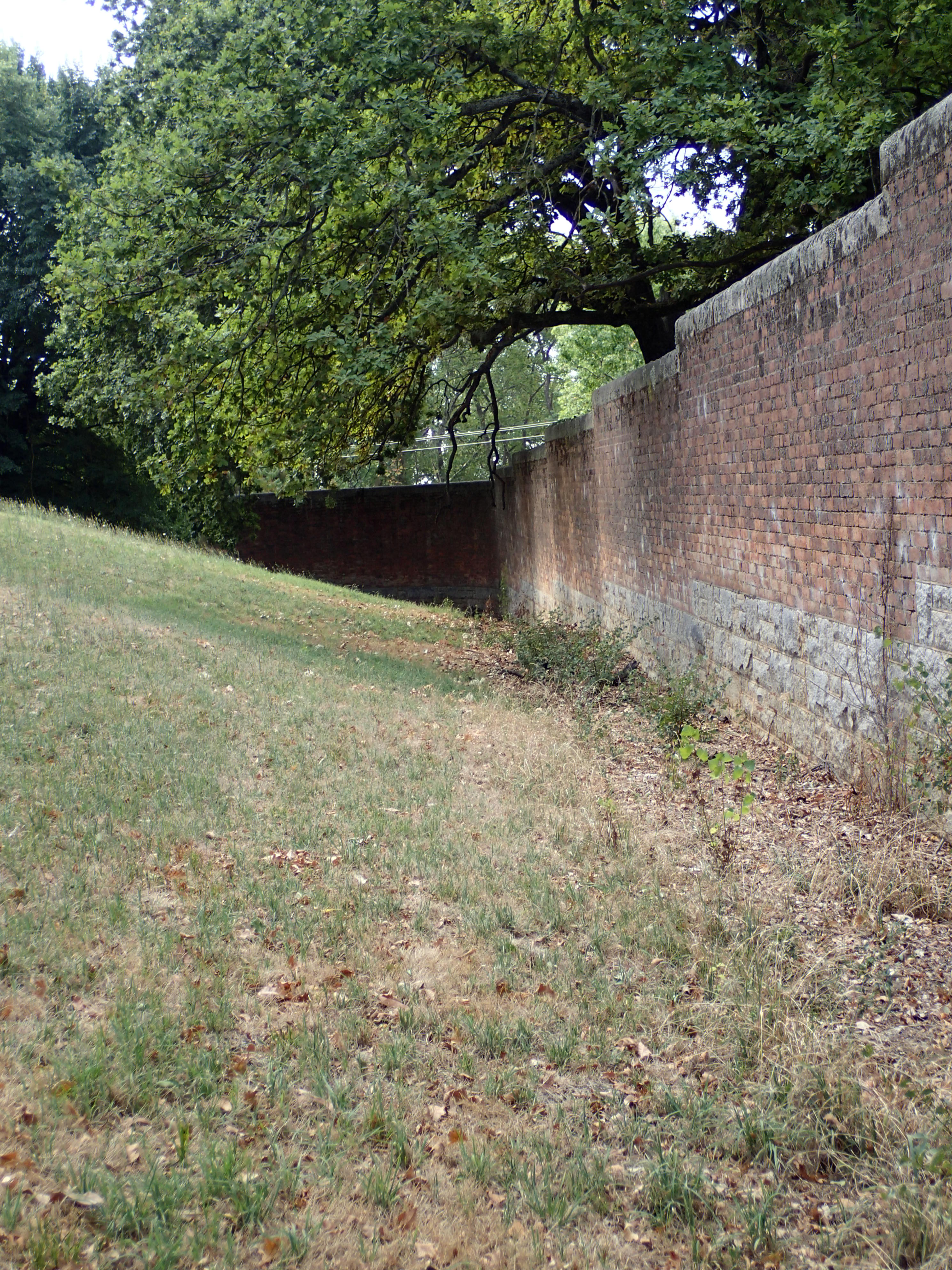
ビーチワースの精神病院のハハァ（内側）
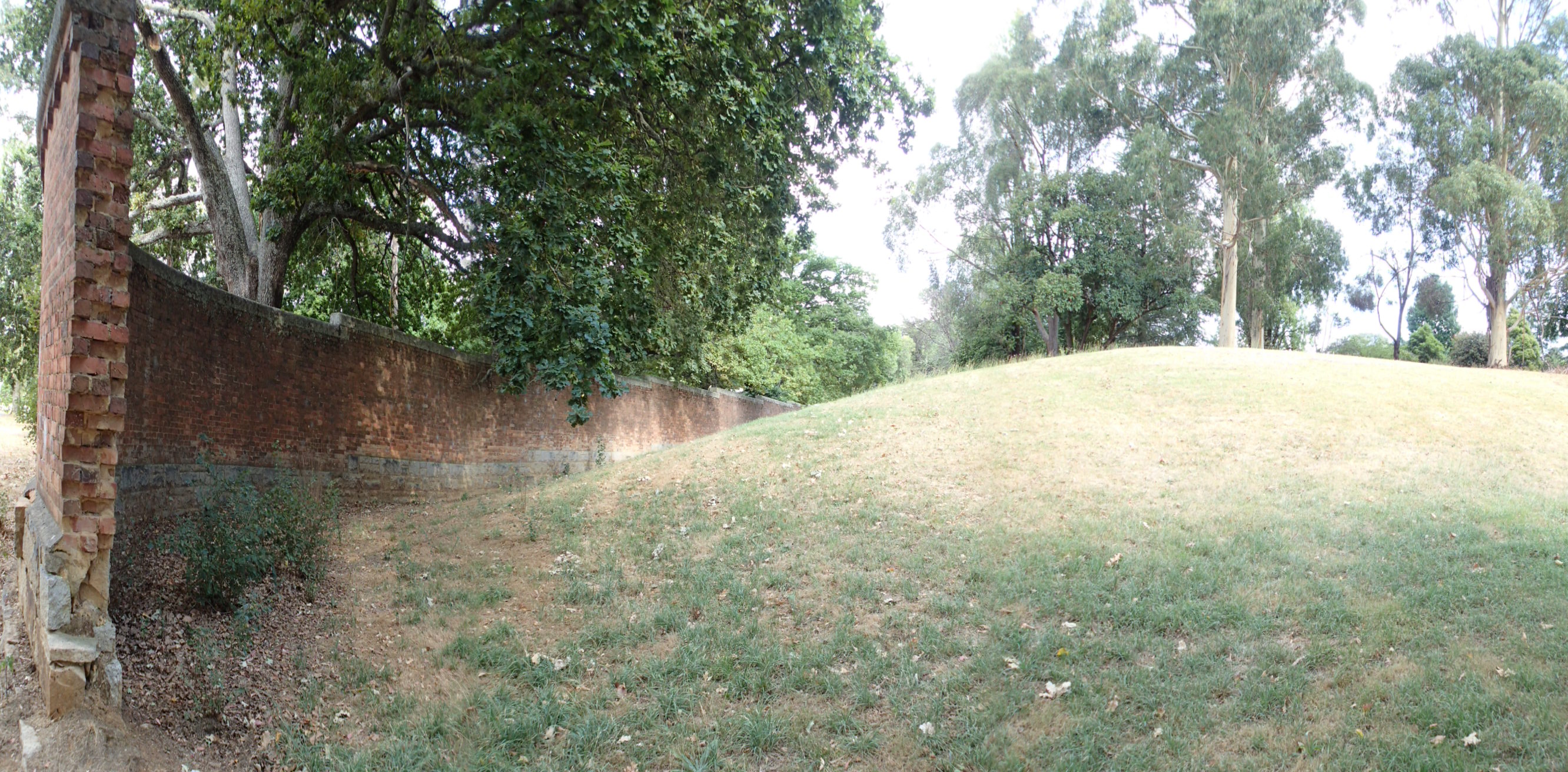
ビーチワースの精神病院のハハァ。傾斜した斜面が分かる
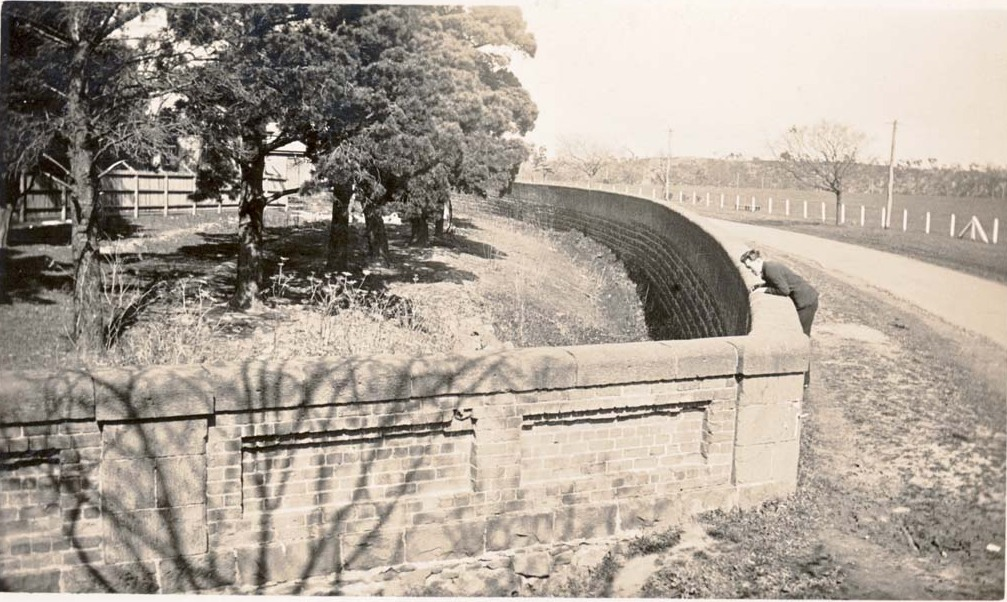
1900年頃オーストラリア・ビクトリアにあるヤラ・ベンド精神病院（en:Yarra Bend Asylum）で使用されたハハァ